# Summer Night City
Summer Night City is een nummer van de Zweedse popgroep ABBA, geschreven door Björn Ulvaeus en Benny Andersson, tevens de twee mannelijke zangers. Het is ABBA's tweede single die niet op een album is terug te vinden (de eerste was Fernando). Oorspronkelijk zou het de eerste single van hun nieuwe album Voulez-Vous worden, maar het nummer werd hier uiteindelijk niet opgezet. De B-kant van de single is een medley van de nummers Pick a Bale of Cotton, On Top of Old Smokey en Midnight Special, drie traditionele Amerikaanse nummers, opgenomen door de groep in 1975. Deze nummers zijn de enige uitgebrachte ABBA nummers die de leden niet zelf hebben geschreven. Op 6 september 1978 werd het nummer eerst op single uitgebracht in ABBA's thuisland Zweden. Twee dagen later volgden Europa, Oceanië, de Verenigde Staten, Canada en Japan.

## Achtergrond
De opnamesessies voor Summer Night City begonnen in het begin van 1978. ABBA's nieuwe opnamestudio, Polar Music Studio, werd geopend in mei maar was toen nog niet klaar voor gebruik. Daarom werden eerst opnames gemaakt in de Metronome Studio. De 43 seconden durende balladintro werd geschrapt om de kwaliteit te verbeteren, maar het wilde niet lukken. Het mixen duurde zelfs een week, veel langer dan het mixen van andere ABBA nummers. ABBA besloot, ondanks het, in hun ogen, slechte eindresultaat, het nummer uit te brengen op single in september. Ze traden ook op met de plaat inclusief de geschrapte intro tijdens hun wereldtournee in 1979.
Ondanks de negatieve gedachten van de groep zelf, werd Summer Night City een grote hit voor ABBA. De plaat kwam op nummer 1 in Ierland, Finland en thuisland Zweden, hun laatste nummer 1-hit daar. Wel werd het nummer het eerste sinds SOS dat niet in de top drie kwam in het Verenigd Koninkrijk. In Australië werd de 13e positie bereikt, Nieuw-Zeeland de 37e, Japan de 24e en Duitsland de 6e.
In Nederland werd de plaat veel gedraaid op de landelijke radiozenders en werd een grote hit in de destijds drie hitlijsten. De plaat bereikte de 5e positie in de Nederlandse Top 40, de 6e positie in de TROS Top 50 en de 10e positie in de Nationale Hitparade. In de Europese hitlijst, de TROS Europarade, werd de nummer 1-positie bereikt.
In België bereikte de plaat de 3e positie in de voorloper van de Vlaamse Ultratop 50 en de 2e positie in de Vlaamse Radio 2 Top 30.

## Hitnoteringen

### Nederlandse Top 40
| Summer Night City in de Nederlandse Top 40 binnen: 16-09-1978 | Summer Night City in de Nederlandse Top 40 binnen: 16-09-1978 | Summer Night City in de Nederlandse Top 40 binnen: 16-09-1978 | Summer Night City in de Nederlandse Top 40 binnen: 16-09-1978 | Summer Night City in de Nederlandse Top 40 binnen: 16-09-1978 | Summer Night City in de Nederlandse Top 40 binnen: 16-09-1978 | Summer Night City in de Nederlandse Top 40 binnen: 16-09-1978 | Summer Night City in de Nederlandse Top 40 binnen: 16-09-1978 | Summer Night City in de Nederlandse Top 40 binnen: 16-09-1978 | Summer Night City in de Nederlandse Top 40 binnen: 16-09-1978 | Summer Night City in de Nederlandse Top 40 binnen: 16-09-1978 |
| Week                                                          | 1                                                             | 2                                                             | 3                                                             | 4                                                             | 5                                                             | 6                                                             | 7                                                             | 8                                                             | 9                                                             |                                                               |
| ------------------------------------------------------------- | ------------------------------------------------------------- | ------------------------------------------------------------- | ------------------------------------------------------------- | ------------------------------------------------------------- | ------------------------------------------------------------- | ------------------------------------------------------------- | ------------------------------------------------------------- | ------------------------------------------------------------- | ------------------------------------------------------------- | ------------------------------------------------------------- |
| Nummer                                                        | 17                                                            | 9                                                             | 9                                                             | 7                                                             | 5                                                             | 5                                                             | 12                                                            | 20                                                            | 34                                                            | uit                                                           |

### Nationale Hitparade
| Summer Night City in de Nationale Hitparade binnen: 23-09-1978 | Summer Night City in de Nationale Hitparade binnen: 23-09-1978 | Summer Night City in de Nationale Hitparade binnen: 23-09-1978 | Summer Night City in de Nationale Hitparade binnen: 23-09-1978 | Summer Night City in de Nationale Hitparade binnen: 23-09-1978 | Summer Night City in de Nationale Hitparade binnen: 23-09-1978 | Summer Night City in de Nationale Hitparade binnen: 23-09-1978 | Summer Night City in de Nationale Hitparade binnen: 23-09-1978 | Summer Night City in de Nationale Hitparade binnen: 23-09-1978 | Summer Night City in de Nationale Hitparade binnen: 23-09-1978 | Summer Night City in de Nationale Hitparade binnen: 23-09-1978 | Summer Night City in de Nationale Hitparade binnen: 23-09-1978 |
| Week                                                           | 1                                                              | 2                                                              | 3                                                              | 4                                                              | 5                                                              | 6                                                              | 7                                                              | 8                                                              | 9                                                              | 10                                                             |                                                                |
| -------------------------------------------------------------- | -------------------------------------------------------------- | -------------------------------------------------------------- | -------------------------------------------------------------- | -------------------------------------------------------------- | -------------------------------------------------------------- | -------------------------------------------------------------- | -------------------------------------------------------------- | -------------------------------------------------------------- | -------------------------------------------------------------- | -------------------------------------------------------------- | -------------------------------------------------------------- |
| Nummer                                                         | 10                                                             | 11                                                             | 11                                                             | 10                                                             | 11                                                             | 13                                                             | 22                                                             | 32                                                             | 42                                                             | 44                                                             | uit                                                            |

### TROS Top 50
Hitnotering: 21-09-1978 t/m 09-11-1978. Hoogste notering: #6 (1 week).

### TROS Europarade
Hitnotering: 30-09-1978 t/m 25-11-1978. Hoogste notering: #1 (1 week).

### NPO Radio 2 Top 2000
| Nummer met noteringen in de NPO Radio 2 Top 2000 | '00  | '01 | '02  | '03  | '04  | '05  | '06  | '07  | '08  | '09 | '10  | '11 | '12  | '13-'19 | '20  | '21  | '22  | '23  | '24  |
| ------------------------------------------------ | ---- | --- | ---- | ---- | ---- | ---- | ---- | ---- | ---- | --- | ---- | --- | ---- | ------- | ---- | ---- | ---- | ---- | ---- |
| Summer Night City                                | 1048 | 867 | 1159 | 1306 | 1528 | 1502 | 1701 | 1582 | 1517 | -   | 1909 | -   | 1909 | -       | 1983 | 1587 | 1573 | 1615 | 1593 |

1. ↑  Een '-' betekent dat het nummer niet was genoteerd en een vetgedrukt getal geeft de hoogste notering aan.
2. ↑  2000 was het eerste jaar met een notering voor dit nummer.